# Georgioupoli
Georgioupoli är en ort i Grekland. Den ligger i prefekturen Chania och regionen Kreta, i den södra delen av landet, 290 km söder om huvudstaden Aten. Georgioupoli ligger vid Kretas nordkust och antalet invånare är 2 483.
Runt Georgioupoli är det ganska tätbefolkat, med 56 invånare per kvadratkilometer. Närmaste större samhälle är Rethymnon, 19 km öster om Georgioupoli. Kretas enda sötvattenssjö Kourna ligger strax söder om Georgioupoli och bortom den bergen Lefka Ori.